# 88式自走対空機関砲
88式自走対空機関砲（中国語:88式自行高射炮）は、中華人民共和国で開発された装軌式の自走対空砲である。PGZ-88とも呼ばれる。

## 概要
80式自走対空機関砲の後継として開発された車両で、1978年から開発が開始された。1986年にはレーダーを装備しない先行モデルが初公開され、1988年末にはレーダーを搭載して砲塔形状を変更したモデルが公開されている。開発は、中国北方工業公司（NORINCO）傘下の第497工場（重慶王江機械工場）が担当した。
主砲は艦載用の76式37ｍｍ連装機関砲（H/PJ-76）を車載化したもので、給弾はベルト式で各砲に250発の即応弾が用意されている。射撃速度は1門あたり毎分360-380発である。
砲塔は全周旋回の密閉式で、砲塔旋回速度は毎秒最大60度、砲俯仰角はマイナス10度からプラス87度で、俯仰速度は毎秒最大40度である。砲塔には測距機能付きの捜索レーダー、レーダー連動式の敵味方識別装置、電子光学式複合照準装置（ペリスコープ型光学照準器、レーザー測距儀、射撃管制メカニズムを含む）などで構成された射撃管制システムが搭載されており、全天候下での交戦が可能で、目標への対応速度は平均して6-12秒とされている。また、ECCM能力も有している。捜索レーダーは砲塔上面後方に搭載されており、捜索時は毎分30回転で動作し、使用しない場合は後方に倒しておくことができる。探知距離は最大で15km、探知高度は3,000mである。メーカーでは、本車は高度3,000m以下を飛行する秒速350mまでの飛行目標と、地上目標との交戦が可能だとしている。ちなみに、レーダーを装備しない先行モデルでは、「JM832」という名称の昼間用射撃管制システムが搭載されていた。
車体は69式戦車をベースにしており、同車のコンポーネントが多用されているが、装甲を薄くして新規に製作された専用車体である。全長7.22m、全幅3.27m、全高は3.4mで、戦闘重量は35t。最大速度は時速50km（路上）で、航続距離は420km（路上）である。乗員は4名で、車長・砲手・目標追尾手・操縦手で構成される。
1988年に人民解放軍で制式採用された。24両が生産されたが、性能が不足していると判断されて大量生産は行われなかった。輸出実績も確認されていない。

## 運用国
- 中華人民共和国 - 24両[1]。2023年時点で、中国人民解放軍陸軍が6両を保有している[3]。